# Comitatul Mengyin
Comitatul Mengyin (în chineză simplificată: 蒙阴县; chineză tradițională: 蒙陰縣; pinyin: Méngyīn Xiàn) este un comitat din partea central-sud-vestică a provinciei Shandong, Republica Populară Chineză. Se află sub administrarea orașului Linyi⁠(d).
Populația sa a fost de 524.565 de locuitori în 1999.

## Diviziuni Administrative
Începând cu 2012, acest comitat este împărțit într-un subdistrict, opt orașe și două municipalități.
Subdistricte
- Subdistrictul Mengyin (蒙阴街道)

Orașe
| - Changlu (常路镇) - Daigu (岱崮镇) - Tanbu (坦埠镇) - Duozhuang (垛庄镇) | - Gaodu (高都镇) - Yedian⁠(d) (野店镇) - Taoxu (桃墟镇) - Jiepai (界牌镇) |

Municipalități
- Municipiul Liancheng (联城乡)
- Municipiul Jiuzhai (旧寨乡)

## Clima
| Date climatice pentru Mengyin (1991–2020 normals, extremes 1981–2010) | Date climatice pentru Mengyin (1991–2020 normals, extremes 1981–2010) | Date climatice pentru Mengyin (1991–2020 normals, extremes 1981–2010) | Date climatice pentru Mengyin (1991–2020 normals, extremes 1981–2010) | Date climatice pentru Mengyin (1991–2020 normals, extremes 1981–2010) | Date climatice pentru Mengyin (1991–2020 normals, extremes 1981–2010) | Date climatice pentru Mengyin (1991–2020 normals, extremes 1981–2010) | Date climatice pentru Mengyin (1991–2020 normals, extremes 1981–2010) | Date climatice pentru Mengyin (1991–2020 normals, extremes 1981–2010) | Date climatice pentru Mengyin (1991–2020 normals, extremes 1981–2010) | Date climatice pentru Mengyin (1991–2020 normals, extremes 1981–2010) | Date climatice pentru Mengyin (1991–2020 normals, extremes 1981–2010) | Date climatice pentru Mengyin (1991–2020 normals, extremes 1981–2010) | Date climatice pentru Mengyin (1991–2020 normals, extremes 1981–2010) |
| Luna                                                                  | Ian                                                                   | Feb                                                                   | Mar                                                                   | Apr                                                                   | Mai                                                                   | Iun                                                                   | Iul                                                                   | Aug                                                                   | Sep                                                                   | Oct                                                                   | Nov                                                                   | Dec                                                                   | Anual                                                                 |
| --------------------------------------------------------------------- | --------------------------------------------------------------------- | --------------------------------------------------------------------- | --------------------------------------------------------------------- | --------------------------------------------------------------------- | --------------------------------------------------------------------- | --------------------------------------------------------------------- | --------------------------------------------------------------------- | --------------------------------------------------------------------- | --------------------------------------------------------------------- | --------------------------------------------------------------------- | --------------------------------------------------------------------- | --------------------------------------------------------------------- | --------------------------------------------------------------------- |
| Maxima medie °C (°F)                                                  | 4.2 (39,6)                                                            | 7.7 (45,9)                                                            | 14.0 (57,2)                                                           | 21.1 (70)                                                             | 26.6 (79,9)                                                           | 30.0 (86)                                                             | 31.0 (87,8)                                                           | 30.0 (86)                                                             | 26.6 (79,9)                                                           | 20.9 (69,6)                                                           | 13.0 (55,4)                                                           | 6.1 (43)                                                              | 19,27 (66,68)                                                         |
| Media zilnică °C (°F)                                                 | −1 (30,2)                                                             | 2.2 (36)                                                              | 8.1 (46,6)                                                            | 15.1 (59,2)                                                           | 20.8 (69,4)                                                           | 24.6 (76,3)                                                           | 26.5 (79,7)                                                           | 25.6 (78,1)                                                           | 21.3 (70,3)                                                           | 15.0 (59)                                                             | 7.5 (45,5)                                                            | 0.9 (33,6)                                                            | 13,88 (56,99)                                                         |
| Minima medie °C (°F)                                                  | −5.1 (22,8)                                                           | −2.2 (28)                                                             | 3.1 (37,6)                                                            | 9.7 (49,5)                                                            | 15.4 (59,7)                                                           | 19.8 (67,6)                                                           | 23.0 (73,4)                                                           | 22.1 (71,8)                                                           | 17.0 (62,6)                                                           | 10.2 (50,4)                                                           | 3.1 (37,6)                                                            | −3 (26,6)                                                             | 9,43 (48,97)                                                          |
| Minima istorică °C (°F)                                               | −18.9 (−2.0)                                                          | −15.4 (4,3)                                                           | −10.2 (13,6)                                                          | −3.1 (26,4)                                                           | 3.7 (38,7)                                                            | 10.7 (51,3)                                                           | 16.3 (61,3)                                                           | 12.1 (53,8)                                                           | 6.0 (42,8)                                                            | −2.7 (27,1)                                                           | −11.1 (12)                                                            | −17.5 (0,5)                                                           | −18,9 (−2,0)                                                          |
| Precipitații mm (inches)                                              | 8.9 (0.35)                                                            | 16.1 (0.634)                                                          | 18.2 (0.717)                                                          | 33.8 (1.331)                                                          | 61.5 (2.421)                                                          | 103.7 (4.083)                                                         | 222.5 (8.76)                                                          | 203.4 (8.008)                                                         | 63.2 (2.488)                                                          | 30.0 (1.181)                                                          | 30.6 (1.205)                                                          | 12.2 (0.48)                                                           | 804,1 (31,657)                                                        |
| Umiditate [%]                                                         | 59                                                                    | 56                                                                    | 50                                                                    | 52                                                                    | 56                                                                    | 64                                                                    | 77                                                                    | 78                                                                    | 71                                                                    | 66                                                                    | 64                                                                    | 62                                                                    | 62,9                                                                  |
| Nr. de zile cu precipitații (≥ 0.1 mm)                                | 3.2                                                                   | 4.0                                                                   | 4.0                                                                   | 5.8                                                                   | 7.3                                                                   | 8.8                                                                   | 12.4                                                                  | 12.1                                                                  | 7.4                                                                   | 5.3                                                                   | 5.0                                                                   | 3.5                                                                   | 78,8                                                                  |
| Nr. mediu de zile cu ninsoare                                         | 3.5                                                                   | 3.1                                                                   | 1.4                                                                   | 0.3                                                                   | 0                                                                     | 0                                                                     | 0                                                                     | 0                                                                     | 0                                                                     | 0                                                                     | 1.0                                                                   | 2.4                                                                   | 11,7                                                                  |
| Ore însorite                                                          | 162.2                                                                 | 163.6                                                                 | 209.0                                                                 | 227.5                                                                 | 247.3                                                                 | 211.2                                                                 | 183.7                                                                 | 184.5                                                                 | 189.8                                                                 | 193.2                                                                 | 165.3                                                                 | 164.7                                                                 | 2.302                                                                 |
| Sursă: Administrația Meteorologică din China                          |                                                                       |                                                                       |                                                                       |                                                                       |                                                                       |                                                                       |                                                                       |                                                                       |                                                                       |                                                                       |                                                                       |                                                                       |                                                                       |